# Журин, Николай Иванович (политик)
Николай Иванович Журин (1 [14] декабря 1908, Оренбург, Оренбургская губерния, Российская империя — 17 июля 1996, Москва, Россия) — советский партийный и государственный деятель. Первый секретарь Актюбинского обкома КП Казахстана (1964—1972). Кандидат исторических наук (1971).

## Биография

### Образование
В 1948 заочно окончил Высшую партийную школу при ЦК ВКП(б).
В 1971 в Высшей партийной школе при ЦК КПСС защитил диссертацию на соискание учёной степени кандидата исторических наук. Тема диссертации: «Деятельность Актюбинской областной партийной организации по претворению в жизнь решений XXIII съезда КПСС (1966—1970 гг.)».

### Трудовая деятельность
Член ВКП(б) с 1930.
- 1931—1932 гг. — член президиума, заместитель председателя Актюбинского районного Союза работников железной дороги (Казакская АССР),
- 1932—1933 гг. — инструктор, заведующий сектором Актюбинского областного комитета ВКП(б),
- 1933—1937 гг. — помощник начальника политического отдела совхоза,
- 1937—1939 гг. — инструктор ЦК КП(б) Казахстана, заместитель заведующего отделом кадров ЦК КП(б) Казахстана,
- 1939—1941 гг. — первый секретарь Кустанайского обкома КП(б) Казахстана,
- 1941—1945 гг. — первый секретарь Бельачагского  и Бородулинского районных комитетов КП(б) Казахстана (Семипалатинская область),
- 1945—1951 гг. — секретарь Семипалатинского обкома КП(б) Казахстана,
- 1951 г. — второй секретарь Акмолинского обкома КП(б) Казахстана,
- 1951—1956 гг. — первый секретарь Акмолинского обкома КП Казахстана,
- 1956—1957 гг. — второй секретарь ЦК КП Казахстана,
- 1957—1963 гг. — первый секретарь Северо-Казахстанского обкома КП Казахстана,
- 1963—1964 гг. — первый секретарь Западно-Казахстанского крайкома КП Казахстана,
- 1964—1972 гг. — первый секретарь Актюбинского обкома КП Казахстана. Благодаря его инициативе был построен первый и долгое время единственный планетарий в Казахстане — Актюбинский областной планетарий.

С 1972 года на пенсии. Уволен по инициативе Д.А.Кунаева с формулировкой «за чрезмерное увлечение работой над кандидатской диссертацией в ущерб партийной работе».
Кандидат в члены ЦК КПСС (1956—1961 и в 1966—1976). Депутат Верховного Совета СССР 4—8-го созывов.
Похоронен в Москве на Троекуровском кладбище.